# 6204 MacKenzie
6204 MacKenzie è un asteroide della fascia principale. Scoperto nel 1981, presenta un'orbita caratterizzata da un semiasse maggiore pari a 2,1974897 UA e da un'eccentricità di 0,1152563, inclinata di 5,15511° rispetto all'eclittica.
Dal 17 marzo al 14 maggio 1995, quando 6255 Kuma ricevette la denominazione ufficiale, è stato l'asteroide denominato con il più alto numero ordinale. Prima della sua denominazione, il primato era di 6189 Völk.
L'asteroide è dedicato allo studioso di letteratura Norman MacKenzie.